# Казаки (Золочевский район)
Казаки (укр. Козаки) — село в Золочевской городской общине Золочевского района Львовской области Украины.
Население по переписи 2001 года составляло 101 человек. Занимает площадь 0,633 км². Почтовый индекс — 80743. Телефонный код — 3265.